# フタバくん
フタバくんは、福島県双葉郡双葉町が2005年に一般応募して決めたマスコットキャラクターである。

## 特徴
双葉町の名物だるまがモチーフ。主に町のイメージアップに使われる。

## 参考
- 双葉電子工業も同じ名前を利用しているが、無関係である。
- 広報ふたばの表紙には、題字のお隣にフタバくんが載っているという。
- ホッとボイスFUTABA（資源エネルギー庁が発行する広報誌）にも掲載されたことがある。

双葉町の公式サイトの表紙を飾っている。モール双葉の双葉町商店街のサイトにも掲載されている。